# Баратаев, Сергей Михайлович
Князь Серге́й Миха́йлович Барата́ев (9 [21] октября 1861  — 12 января 1930) — депутат Государственной думы I созыва от Симбирской губернии.

## Биография
Потомок знатного княжеского рода, сын Михаила Михайловича Баратаева (1814—1879) и его жены Александры Сергеевны, урожденной Глинки (1826—1893), дочери Сергея Николаевича Глинки; внук Михаила Петровича Баратаева. Родился в селе Баратаевка Симбирского уезда Симбирской губернии. 
Окончил Симбирскую классическую гимназию, затем — с золотой медалью за работу по органической химии и со званием кандидата естественное отделение физико-математического факультета Казанского университета.
В 1887 году был избран гласным уездного и губернского земств; с 1889 года — член Симбирской губернской земской управы. В 1901—1906 годах был председателем Симбирской губернской земской управы; в 1904—1905 годах — участник земских и городских съездов. Был почётным мировым судьёй. Входил в состав уездного училищного комитета. Был членом-учредителем Симбирской учёной архивной комиссии, членом «Союза освобождения».
Организатор и председатель Симбирского комитета Конституционно-демократической партии; 26 марта 1906 года был избран в Государственную думу I созыва от общего состава выборщиков Симбирского губернского избирательного собрания. Вошёл в Конституционно-демократическую фракцию. Член комиссии по исполнению государственной росписи доходов и расходов, распорядительной и продовольственной комиссий. Подписал законопроект о гражданском равенстве. Выступил при обсуждении аграрного вопроса.
К суду по делу о Выборгском воззвании не привлекался. Но фамилия С. М. Баратаева стояла на некоторых листовках с текстом воззвания, в связи с этим был лишён права находиться на государственной службе, исключён из списков дворян Симбирской губернии.
После Февральской революции 1917 года вновь был избран гласным Городской думы. Возглавил городской «Комитет народной власти», в котором руководящие посты заняли кадеты. Член учётно-ссудного комитета Симбирского отделения Государственного банка.
После Октябрьской социалистической революции не эмигрировал, а остался в России. Крестьяне с Баратаевки при разделе земли после большевистского «Декрета о земле» выделили бывшему князю душевой крестьянский надел. С. М. Баратаев жил в Ульяновске в домике недалеко от Венца, на Тихвинской улице. В 1919 передал симбирской секции Губернского отдела народного образования большую коллекцию антиквариата. С октября 1925 председатель правления Ульяновского общества взаимного кредита. 10 июня 1927 года арестован по обвинению по ст. 58-11 УК РСФСР, 15 августа того же года освобождён в связи с прекращением уголовного дела.
Скончался от крупозного воспаления лёгких 12 января 1930 года. Похоронен на Старом городском кладбище (ул. К. Маркса) города Ульяновска под мраморным надгробием, перенесённым с могилы его матери, Александры Сергеевны (1826—1893) из фамильного склепа Баратаевых, с гибнущего кладбища Покровского монастыря.

## Семья
Жена — Мария Петровна Баратаева
- Сын — Пётр Сергеевич[9], (1894—1921)[10], химик молочной лавки, «бывший князь», арестован в 1920 г. по обвинению в «антисоветской деятельности». Реабилитирован 7 декабря 1992 г.
  - Внучка — Елизавета Петровна Ханжина, урождённая Баратаева (1912—1970) — внебрачная дочь П. С. Баратаева, удочерённая С. М. Баратаевым[11].

## Галерея

Табличка возле могилы С. М. Баратаева (Воскресенский некрополь).
Могила С. М. Баратаева (Воскресенский некрополь).
Надпись на памятнике С. М. Баратаева (левая сторона).
Надпись на памятнике С. М. Баратаева (правая сторона).